# Wygon (Orzeszkowo)
Wygon – część wsi Orzeszkowo w Polsce położona w województwie podlaskim, w powiecie hajnowskim, w gminie Hajnówka.
Według Pierwszego Powszechnego Spisu Ludności, przeprowadzonego w 1921, wieś zamieszkiwało 21 osób w 3 domach, wszyscy mieszkańcy wsi zadeklarowali wówczas białoruską przynależność narodową oraz wyznanie prawosławne. W okresie międzywojennym miejscowość znajdowała się w gminie Białowieża w powiecie białowieskim.
Według podziału administracyjnego obowiązującego w Polsce w latach 1975–1998 Wygon należał do województwa białostockiego.
Prawosławni mieszkańcy wsi należą do parafii Wniebowstąpienia Pańskiego w Orzeszkowie.